# 蒙鲁瓦
蒙鲁瓦（法語：Montroy，法語發音：[mɔ̃ʁwa]）是法国滨海夏朗德省的一个市镇，位于该省西北部，属于拉罗谢尔区。

## 地理
蒙鲁瓦（46°9'17"N, 1°0'33"W）面积3.99 平方千米，位于法国新阿基坦大区滨海夏朗德省，该省份为法国西部滨海省份，北起旺代省，西临大西洋，南至吉倫特省，东南接多爾多涅省，东北接德塞夫勒省接壤，东临夏朗德省。
与蒙鲁瓦接壤的市镇（或旧市镇、城区）包括：布尔讷夫、克拉韦特、佩里尼、圣梅达尔多尼斯、圣罗加西安、圣苏勒。
蒙鲁瓦的时区为UTC+01:00、UTC+02:00（夏令时）。

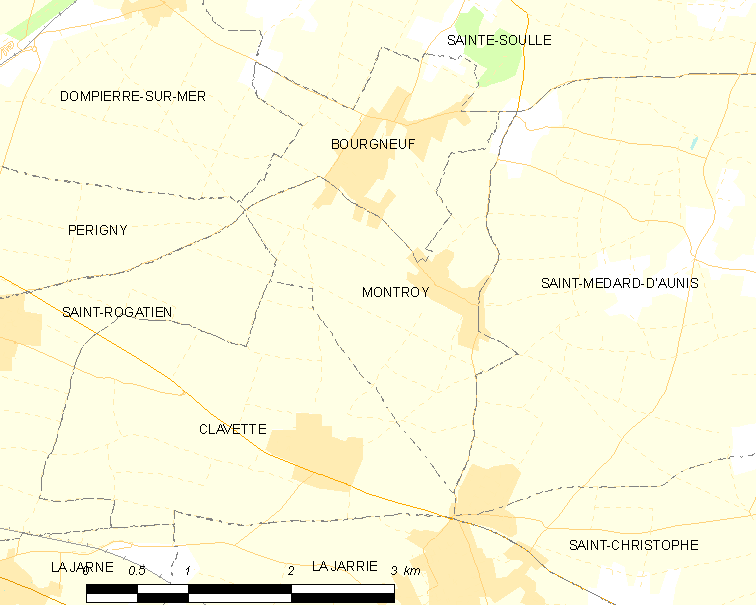
蒙鲁瓦的OSM定位图

## 行政
蒙鲁瓦的邮政编码为17220，INSEE市镇编码为17245。

## 政治
蒙鲁瓦所属的省级选区为拉雅里县。

## 人口

1962-2008年间蒙鲁瓦人口变化图示

蒙鲁瓦于2022年1月1日时的人口数量为940人。